# Ganz, Steiermark
Ganz är en ort i kommunen Mürzzuschlag i distriktet Bruck-Mürzzuschlag i förbundslandet Steiermark i Österrike. 
Ganz var tidigare en självständig kommun, men blev 1 januari 2015 en del av Mürzzuschlag. Kommunen bestod av fem orter (Ortschaften) (inom parentes invånarantal 1 januari 2024):
- Auersbach (117)
- Eichhorntal (21)
- Ganz (121)
- Lambach (större delen av orten i dåvarande kommunen Mürzzuschlag)
- Schöneben (156)